# めざましテレビ

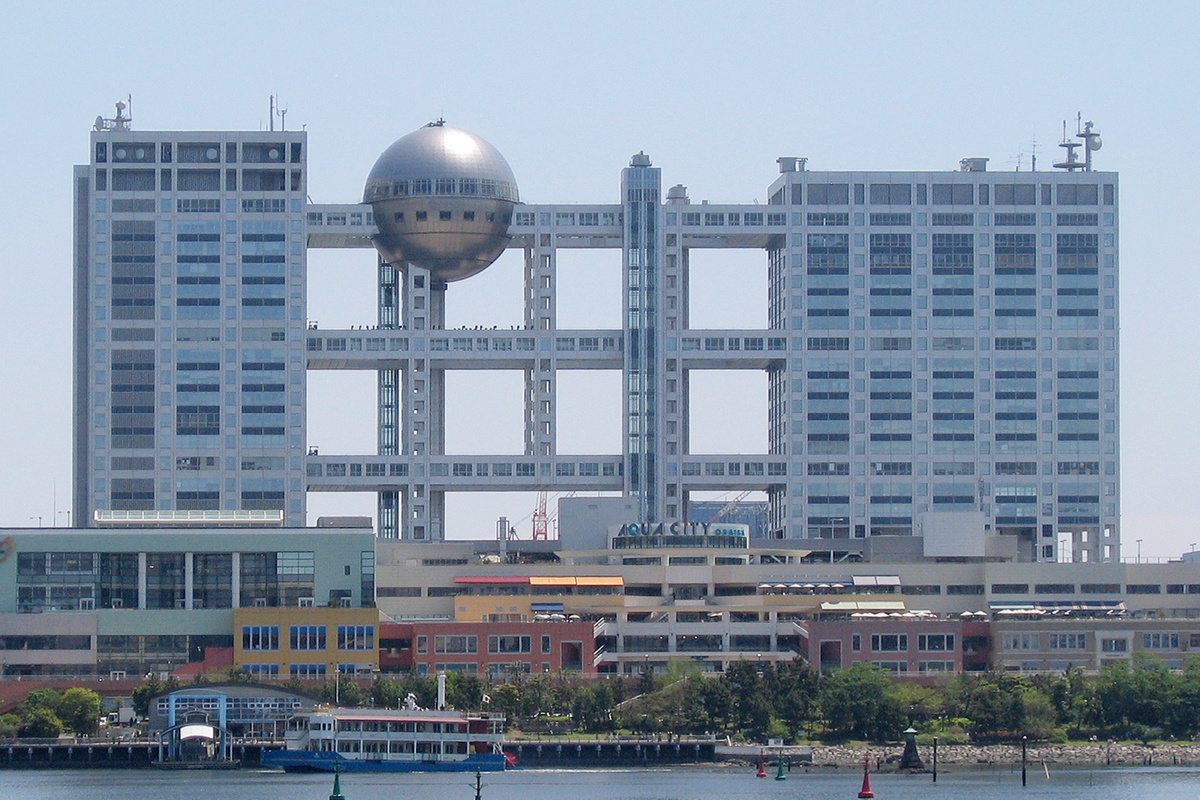
番組の生放送が行われているフジテレビ本社「FCGビル」。ただし、1994年4月の番組開始時から1997年3月7日までは、新宿区河田町の旧本社から放送していた。

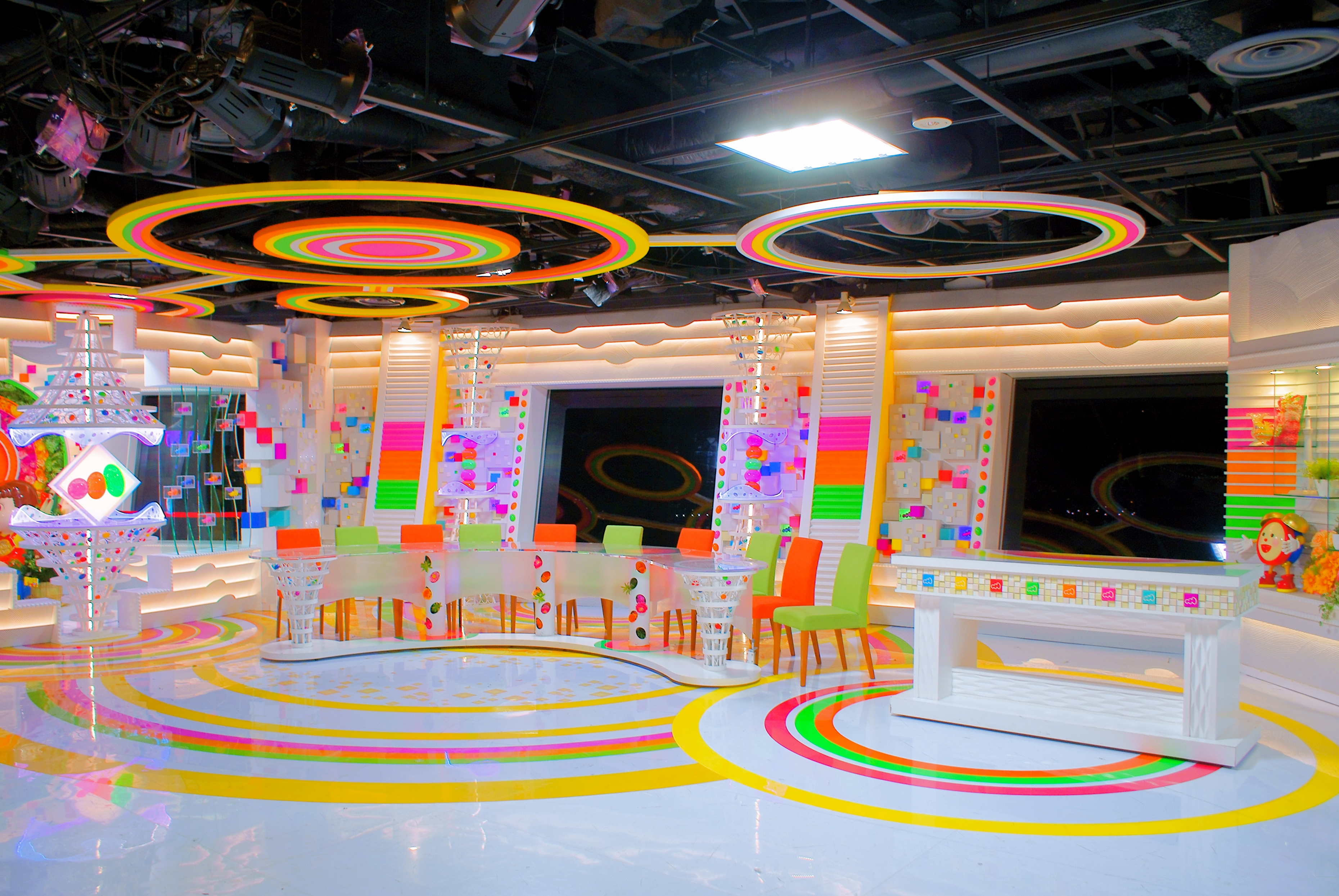
2012年度から2015年度まで生放送が行われた、フジテレビ社屋球体展望室「はちたま」内24階。「めざまスカイ」2016年度から2017年度まではフジテレビのV9スタジオ、2018年度から2020年度まではV8スタジオで放送。2021年から再びV9スタジオで放送。

『めざましテレビ』（英語: MEZAMASHI TV）は、フジテレビ系列で1994年4月1日から毎週月曜日から金曜日に生放送されている帯番組・朝の情報番組である。略称は「めざまし」。現在（2025年3月31日から）の放送時間は5:25 - 8:14（JST）。
本項では2014年3月31日から2018年3月30日まで放送されていた『めざましテレビ アクア』、2019年4月1日開始の『めざましテレビ全部見せ』（めざましテレビぜんぶみせ）についても述べる。また、2021年3月29日から2025年3月28日まで放送されていた姉妹番組『めざまし8』（月 - 金曜 8:00 - 9:50）については、当該記事を参照のこと。

## 概説
開始時のコンセプトは、関東地区において同時間帯の視聴率1位を独走していた日本テレビ『ズームイン!!朝!』との徹底的な差別化であり、小学生から社会人までをターゲットにした番組制作であった。また、新番組予告CMでは「『めざましテレビ』は、見るラジオ 聴くテレビ」というキャッチフレーズに、「目覚まし代わりに見て下さい。」と紹介していた。開始にあたって、報道・情報・スポーツ・編成・制作など局内の垣根を越えた横断プロジェクトを設置し、加えてFNS各局の共同制作体制を構築。そのため開始当時は（『ズームイン!!朝!』との差別化という前提がありつつも、同時に影響を受けた形で）列島各地からの生中継も織り込んだ番組とした。そのため関西テレビなど一部の系列局が編成していた同時間帯のローカルワイド番組はほぼ廃止されたが、東海テレビに関しては本番組開始後もしばらくの間、ローカルパートとして番組の一部時間帯を差し替えて自社制作枠を継続させていた。
制作局のフジテレビはFNNの朝ニュース枠と位置づけており、そのため河田町時代は報道専用の第7スタジオ（サブは第9副調整室）、台場移転後は報道局に隣接するV9スタジオから放送されており、スタッフルームも報道局内に設置されている。また、字幕テロップ類も開始時から台場本社への移転まで、報道専用のワープロシステムを使用し、1997年の本社移転（先述）移行後も報道ワープロシステムを使用し制作されている。2025年現在は『めざましどようび』を含めて「制作著作：フジテレビ」のロゴ表示はなく（開始初期は表記していた）、また「FNN」ロゴやスタッフロールも出ていない。これは1989年4月3日から1990年3月30日まで放送されていた朝の情報番組『トークシャワー』も同じ形式だった。
1994年8月、早朝の情報番組『めざまし天気』（1994年8月 - 2002年12月）がスタートし、開始からわずか4か月で姉妹番組が誕生した。その後『めざまし新聞』→『めざまし新聞for BIZ』→『めざビズ』（2003年1月 - 2003年9月）と経済・硬派路線向けとなっていき、『めざにゅ〜』（2003年10月 - 2014年3月、『めざましテレビ アクア』（2014年4月 - 2018年3月）を放送し、1年の中断期間を挟んで現在は『めざましテレビ全部見せ』（2019年4月 -）を放送している。また、『めざましテレビ週末号』（1997年4月 - 1998年3月）→『めざましどようび』（2003年10月4日 - ）、『めざましどようびメガ』（2008年7月12日 - 2012年3月31日）といった土曜日版や、『めざまし8』（2021年3月30日 - 2025年3月28日）といった平日午前のワイドショー番組も制作されている。
様々な派生番組や特別番組も誕生しているほか、ゴールデンタイムでの特番の放送や『FNS27時間テレビ』内で本番組のスペシャル版が放送される年もある。
『めざにゅ〜』と『めざましどようび』が開始してからは、本番組とこれら番組を合わせて「めざましファミリー」との総称が付けられた。
年末年始については、基本的に12月29日から1月3日まで休止となるが、2003年・2004年の大晦日、1995年・1997年・2000年の元旦にそれぞれ本番組がスペシャル版として編成されたこともある。
番組開始から長きに亘りモノラル放送（モノステレオ放送）の状態だったが、2011年10月31日からフジテレビの生放送の報道・情報番組の全てがステレオ放送に切り替えたため、本番組もステレオ放送に切り替え（ただし、一部BGMはモノステレオ放送である）。
2013年1月7日から、データ放送を実施している。
平日、土曜、アクア→全部見せに関わる、チーフプロデューサー（1）、プロデューサー（6）、プログラムディレクター（10）、ディレクター（120）、アシスタントディレクター（70）という「番組制作に携わるスタッフ全員が、何時でも万遍なく同じ情報量を得られる仕組みづくり」として、反省会やネタ会議の議事録をメールで送る仕組みを導入している。

### 視聴率
番組開始から1997年頃までは平均視聴率は2 - 3%程度（ビデオリサーチ調べ、関東地区・世帯。以下略）と苦戦していた。それでも番組側は「どれだけ低視聴率でも最低5年は番組を続ける」との意向を持っていたという。粘り強く研究やテコ入れを繰り返した結果、徐々に上昇していき、2004年2月9日放送分で初めて時間帯民放1位を獲得した（第2部）。しかし第1部は『ズームイン!!SUPER』が9%前後を記録しており、トップに立つことができなかった。
2005年6月、2006年7月、2009年1月、同年10月から11か月連続で同時間帯の月間視聴率1位となっている。
2006年後半から一時期は『みのもんたの朝ズバッ!』（TBS）の躍進や『ズームイン!!SUPER』（日本テレビ）の復調の影響により、時間帯民放3位に転落していた。
2009年に番組開始以来初めて第2部の年間視聴率が同時間帯1位を記録した。そして翌2010年も年間視聴率1位を獲得、この結果2011年3月に『ズームイン!!SUPER』を打ち切りに追い込んだ。以降、2015年まで年間視聴率首位をキープしていた。
2011年4月に日本テレビが『ズームイン!!SUPER』から放送内容を大幅にリニューアルした『ZIP!』が立ち上げ当初、不振であったため、一時本番組が独走状態となっていた。そして、2011年7月18日放送分の第2部短縮版（6:30 - 8:00）で最高平均視聴率となる17.2%を記録。これは『2011 FIFA女子ワールドカップ 日本×アメリカ』決勝戦で日本が優勝した直後の放送だったため。
2011年10月 - 2015年頃迄の第2部の視聴率は10%前後程度で、第2部は月間・年間の平均視聴率首位は概ねキープしており、フジテレビ全体の視聴率低下から、同番組が終日視聴率1位になることも少なくなかった。一方、日によっては『Oha!4 NEWS LIVE・第2部』や『ZIP!』（いずれも日本テレビ、前者は日テレNEWS24製作）を下回る日も現れ、特に2014年4月以降、『Oha!4 NEWS LIVE・第2部』が同年4・5月に2か月連続で月間で時間帯首位になったり、同年6月以降『ZIP!』が時間帯首位になる日が増加して同年9月の第1週には週間平均視聴率が同番組を初めて上回っているなど、日本テレビの朝の情報2番組の躍進により状況が変化しつつあった。
2016年1月頃から2017年2月の第2部の平均視聴率は8% - 9%程度で、時間帯順位では、NHK総合テレビ・テレビ東京を除く2 - 3位のポジションとなっていた。『ZIP!』が2016年2月1日週から22日週まで4週連続で週間平均視聴率で横並びトップを獲得し、同年2月月間（1日から28日まで）の平均視聴率は9.3%を獲得し、番組開始以来初めて月間平均視聴率で同時間帯単独首位を獲得し、本番組は首位から陥落した。さらに同月3月以降の平均視聴率（平均視聴率は3月・9.1%、4月・9.5%）でも、『ZIP!』が同時間帯首位に立っている。同年4月20日以降、『グッド!モーニング』（テレビ朝日）に敗戦することもある。同年上半期では『ZIP!』に初めて上半期平均視聴率同時間帯民放トップの座を譲り、また、同年の年間の平均視聴率トップの座も『ZIP!』に初めて（前身である『ズームイン!!朝!』→『ズームイン!!SUPER』の時代を含むと8年ぶりに）譲った。
しかし2017年3月には月間視聴率8.5%を獲得し、再び同時間帯首位に返り咲いている。さらに2017年7月の月間視聴率では9.3%と枠比較で1年半ぶりに同時間帯首位に返り咲いた。
その後は劣勢だったが、2018年2月に民放横並びトップを記録。2018年6月11日週時点では、『グッド!モーニング』に次ぐ民放2位となっていた。2018年では、9.1%を記録し、3年ぶりに年間民放1位に返り咲いた。翌2019年以降も民放1位を獲得している。
一方『アクア』については、4時台に放送の第1部と第2部の視聴率はテレビ朝日『おはよう!時代劇』、日本テレビ『Oha!4 NEWS LIVE・第1部4時台』、TBS『はやドキ!・4時台』に敗戦していた。

## 歴史

### 第1期・大塚時代

#### 開始当初 - 2011年度
前述通り、朝の時間帯は『ズームイン!!朝!』が独走を続け、フジテレビの朝時間帯の報道・情報番組は1年以内で番組が終了することも珍しくなかった。1993年の一時期は『ズームイン!!朝!』と競合する時間帯をすべて子ども向け番組としていた（7:00から7:30が『ウゴウゴルーガ』、7:30から8:30が『ポンキッキーズ』）が、1994年4月以降、情報番組を重視する編成の方針転換によって、早朝時間帯と朝の情報番組枠を融合させたワイド番組として誕生した。
本番組開始と同時に『ポンキッキーズ』を夕方に移した上で、『おはよう!ナイスデイ』の開始時刻を8:00に繰り上げ。「日本の朝はこれでいいのか」をキャンペーンフレーズにしたフジテレビでは本番組と『ナイスデイ』と『どうーなってるの?!』を合わせ5:55から11:25まで5時間半の連続生放送が実現。この期間、『ナイスデイ』は8時からの30分間はカスタム時刻表示を導入していた。しかし、半年後の1994年10月改編で『ナイスデイ』は8時30分開始に戻され、空いた30分枠には『ポンキッキーズ』が戻ることとなった。
1995年1月17日の『阪神・淡路大震災』ではメインキャスターの大塚範一が現地に向かいリポートした。これをきっかけに、東京キー局は早朝番組を強化し、段階的に朝の報道番組・情報番組を統合した（『おはようクジラ』（TBS系）・『やじうまワイド』（テレビ朝日系）など）。
1999年4月1日より前日を以って終了した『ナイスデイ』の後継番組『情報プレゼンター とくダネ!』が8:00開始となったため、以後フジテレビの午前中はほぼ生番組で占めることとなる。
女性メインキャスターは、1998年3月末日で初代女性メインキャスターの八木亜希子が卒業し、後任には、小島奈津子になった。2003年3月末日で2代目小島が卒業、4月からの後任は高島彩。2010年10月1日で高島は卒業、後任は生野陽子となった。
1998年9月2日、自身がリポーターを務めるコーナー「それ行け!キクマ」で、災害時に高所から脱出する避難器具の体験リポート中にマンション5階（地上約13m）の窓から落下。地上のマットに叩きつけられ、意識を失い全く動かなくなった。スタジオでは当初笑っていたものの、やがて菊間の様子が明らかにおかしいことに気づき、表情が凍りつき騒然となる流れがすべて放送されていた。結果、全治3カ月の重傷（腰椎の圧迫骨折）を負い入院した。後年、テレビ朝日『徹子の部屋』に出演してこの時のことを振り返った際、「落下して地面についた時から記憶と意識がなく、気が付いたら病院のICUにいました」と語っている。翌年には現場復帰したが、リハビリは1年に及んだ。事故が重大になってしまった一因として、「本来なら柱など、がっちりしたものに結ばなければならない命綱となるベルトのロープを、軽いソファーにくくりつけてしまっていた」「落下の衝撃を受け止めるマットがウレタン素材だったため硬く、充分に衝撃を吸収できなかった」ことも後に挙げられている。

### 第2期・三宅時代

#### 2012年度 - 2013年度
2011年11月2日より開始以来総合司会を務めてきた大塚が病気療養に入ったが、年が明けて2012年になってからも大塚の病気療養が長引き、現場復帰のメドが立たなくなったことから、大塚から番組スタッフに対し「これ以上番組に迷惑はかけられない」と降板の申し入れがあったこと、その大塚の代わりに総合司会代行を務め、当時他にも多くのレギュラー番組を抱えていた伊藤利尋の負担軽減、さらにスポーツコーナーを担当する遠藤玲子が結婚し第1子を妊娠（2012年8月に出産）などの事情も重なったことから、大塚からの降板の申し入れをフジテレビの豊田皓社長（当時）が受け入れる形で番組放送開始から19年目を迎える2012年4月からフルリニューアルすることとなり、2日前の3月30日をもって大塚、遠藤、さらに本番組でお天気キャスターとしてデビューし、エンタメキャスターを務めた皆藤愛子が番組を卒業した。また、大塚の代役で総合司会を務める伊藤は一時卒業した。
また番組のロゴマークも放送開始当時よりフジテレビ河田町旧社屋からFCGビルに移転後に継続使用してきた太陽をモチーフにしたものから一新し、ピンク、オレンジ、緑の3つの楕円形の球体が横に並んだロゴマークに変更された。また、V9スタジオでの生放送と並行し、FCGビルの24階に新設された「めざまスカイ」からの放送も始まった(リニューアル1か月は番組の半分をめざまスカイから届けていたが、同年4月29日以降から2016年度のリニューアルまでは主に7時台後半で使用)。
金曜コーナー「ミドリgaマドグチ」テーマソングにHoney Worksが書き下ろした「金曜日のおはよう」が起用された。
出演者の交代
- 大塚の後任の総合司会は、2011年3月まで『すぽると!』の平日総合司会を務めた三宅正治が担当した。入社以来、スポーツ中継の実況やスポーツニュース番組キャスターとして活躍してきた三宅にとって、情報番組への登板は本番組が初めてとなる。さらに生野陽子に加え、加藤綾子が総合司会に昇格した。
- 伊藤の後任の情報キャスターは、伊藤が大塚の代役で総合司会を務める際、伊藤の代役として出演してきた倉田大誠が担当、正式にレギュラー出演者となる。加藤が総合司会に昇格したため、純粋な情報キャスター（ニュース）を担当するのは倉田のみとなる。
- 遠藤の後任のスポーツキャスターは、三田友梨佳が新たに加入。それに伴い担当曜日が変わり、遠藤の担当曜日だった月曜日 - 水曜日は中村光宏が、中村の担当曜日だった木曜日 - 金曜日は三田が担当。
- 皆藤の後任のエンタメキャスターは、それまで木曜日 - 金曜日を担当してきた山﨑夕貴が、1週間通して担当。
- ココ調キャスターに、竹内友佳が新リポーターとして登場する。
- 新コーナー「イマドキ」では、高見侑里らが出演。
- コメンテーターが復活し、前刀禎明を起用。
- 2013年12月13日からコーナー「ミドリgaマドグチ」の新MCにGeroが就任した。

#### 2014年度 - 2017年度 ・『アクア』放送時代
2014年3月31日からは、同年3月28日で終了する前座番組『めざにゅ〜』の後継番組として、『めざましテレビ アクア』を開始。『アクア』のタイトルは番組セットが水をイメージしたものになっていることに由来する。このことからV9スタジオ、めざまスカイのセットをマイナーチェンジ。さらにテーマソングを曜日ごとに変更し、スタジオのライト装飾もその曲のテーマカラーに合わせて色を月曜 - 土曜（『めざましどようび』）ごとに変えている。なお、『アクア』のメインキャスターは男性はフジテレビの局アナ2名、女性は外部人材3名が曜日ごとのローテーションを組み、毎日男女2名ずつの割で担当する。
また今回のリニューアルに伴い、お天気コーナーキャスターを小野彩香に交代し、長野は『アクア』金曜メインキャスターと『めざましどようび』総合司会に配置転換されることになった。
2015年3月30日からは、『アクア』のメインキャスターのローテーション制をやめて、牧野結美（セント・フォース。元静岡朝日テレビ）と立本信吾が1週間を通して担当することになった。牧野は2月に静岡朝日テレビを退職しフリー転身直後に『めざましファミリー』に仲間入りした。なお牧野は『めざまし』本編にも水曜日 - 金曜日の「OH!めざめエンタNOW」のコーナーMC担当（月・火は高見侑里）でレギュラー出演する。さらに、この改編と同時に『めざにゅ〜』時代で使用されていた「これからおやすみになる方も、おめざめの方も、時刻は〇:〇〇になりました。○月○日○曜日、『めざましテレビアクア』の時間です。」の台詞が牧野に継承する形で復活した。『めざにゅ〜』時代は4時台のみ使用されていたが当番組は5時台にも言うようになった。
2016年4月1日を以って、2008年から出演していた加藤が、2016年4月3日から『スポーツLIFE HERO'S』（日曜版）メインキャスターを担当、また5月にはフジテレビを退社しフリーアナウンサーになることに伴い卒業。またお天気キャスターの小野が番組を卒業、『めざましテレビアクア』へ異動となった。
加藤の卒業により、同年4月4日に番組をリニューアル。総合司会にはこれまで情報キャスターを担当していた永島優美が昇格した。永島の情報キャスターの後任は宮司愛海・小澤陽子が、小野の後任は阿部華也子が、ココ調リポーターは横山ルリカが新たに加入、さらに木曜パーソナリティとしてHey!Say!JUMPの伊野尾慧が加入。男性情報キャスターはココ調リポーター・『めざましどようび』情報キャスターを担当していた生田竜聖が月曜から金曜まで担当。また番組ロゴマークは4年ぶりに変更となり、太陽をモチーフとした初代ロゴマークが復活した（ただし初代ロゴマークとは色や形状が若干異なる）。また、「めざましじゃんけん」のみピンク、オレンジ、緑の3つの楕円形の球体が横に並んだロゴマークは2023年まで継続使用していた。スタジオセットも4年ぶりに変更され、FCGビルの24階に使用していた「めざまスカイ」は正式に使わなくなり、全編V9スタジオでの放送となる。

#### 2018年度 - 2020年度 ・『アクア』終了と『全部見せ』の開始
2018年3月30日をもって『アクア』は4年間で番組終了。同年4月2日から4:00 - 4:55に『クイズ!脳ベルSHOW』（BSフジ制作）のネット受けを開始し、『めざましテレビ』は『アクア』を統廃合する形で本体のみの放送となり、関東ほか一部地域のみ「第0部」（4時55分 - 5時25分）を新設し、番組全体の開始時刻を従前より30分繰り上げの4:55にする。また、出演者は、スポーツキャスターの倉田、エンタメキャスターの山﨑と三上が卒業。それに伴い、スポーツキャスターに酒主義久、エンタメキャスターに永尾亜子が加入し、宮司が情報キャスターより配置換えまた女性情報キャスターは、久慈がスポーツキャスターと兼務する。
『アクア』の終了に伴い「めざまスカイ」から常時生放送は行われなくなり、これ以降はスタジオセットを残置したままアーティストの生ライブや『めざましどようび』を中心にゲストへインタビューするコーナーの収録に使われたり、『めざましテレビ』のYouTubeアカウントの動画収録、V9スタジオのセット改装時の代替スタジオ（それ以外の番組は報道センターやコリドールを使用）として使われる。
2018年10月1日から、時刻表示がリニューアルし、シンボルの太陽の真ん中から濃いオレンジ色が広がることで秒がわかるようになり、さらに2019年1月5日からは周りの太陽の一部が赤色に変化した。また、出演者は、スゴ撮リポーターに井上清華、フィールドキャスターに大川立樹が加入。また、同年10月5日に、宮司が卒業。それに伴い、金曜日のエンタメコーナーには、堤が担当。
2019年3月25日からスタジオセットの一部・テロップのフォーマットを変更。スポーツコーナーのイメージカラーが緑から水色に変更された。
2018年4月から始まった「第0部」については、2019年3月29日をもって終了し、同年4月1日からは本編とは別番組扱いとなる早朝番組『めざましテレビ全部見せ』を4時55分 - 5時25分に放送開始。基本的に旧「第0部」のネット局はそのままこれもネットする。
2019年3月29日、めざましテレビ25周年を記念とする『今夜発表！4時間生放送平成エンタメニュースの主役100人“ムチャ”なお願いしちゃいましたSP』の放送に伴い、3月25日から3月29日の間は曜日ごとにめざましテレビの歴代キャスターが放送開始から終了まで出演。歴代キャスターは番組最後の占いのコーナーで原稿読みを担当した。また、出演者は、月曜日、金曜日のスポーツキャスターの立本が、3月29日をもって卒業。翌週4月2日からは、「ココ調」リポーターを担当していた黒瀬が担当。
2020年9月28日から、スタジオが4年半ぶりにリニューアルされた。また、同年10月2日から毎週関西ジャニーズJr.のなにわ男子による新企画「なにわ男子のなんでやねん!」がスタートした。それに伴い「ココ調」は水曜日のみの放送となる。

#### 2021年度 - 2024年度前期
2016年4月から女性メインキャスターを5年間務めてきた永島が2021年3月26日をもって本番組を卒業。小倉智昭が総合司会を務めた『情報プレゼンター とくダネ!』の後継番組『めざまし8』が放送開始され、メインキャスターに谷原章介と本番組から異動した永島が就任すると共に、“気象防災キャスター”が新設され天達武史が担当する。また久慈・横山も番組を卒業し、永島と同じく『めざまし8』に異動。
永島の後任を井上が務め、加えてニュースサブキャスターを5年間担当した、生田も新たにメインキャスターを務める。メインキャスター3人体制は、2014年の生野の卒業以降約6年半ぶりの事となる。
なお、男性メインキャスターが2人体制になるのは番組スタート以来初めてのことである。久慈・井上の後任の情報キャスターは、新たに藤本・渡邊が交代で担当。エンタメキャスターは藤本が担当していた月・木曜日を永尾が再び担当し、永尾が担当していた金曜日は渡邊が新たに担当となった。横山の新ファミリーは1年半ぶりに大川がフィールドキャスター・「ココ調」リポーターとして再加入。
2021年11月16日、放送7000回となった。オープニングでは、三宅・生田・井上・軽部・藤本の5人で感謝の気持ちを伝えた。また、同年12月6日から2週間の限定ながら、歴史上はじめての連続ドラマ（事実上の帯ドラマ）『めざドラ』を設置。井ノ原快彦主演『めぐる』が放送された。
2022年4月1日をもって、お天気キャスターを最長6年間担当した阿部が卒業し、翌週9日から『めざましどようび』のメインキャスター・エンタメキャスターを担当することとなった。また、メインキャスターの生田が阿部と同じく、『めざましどようび』のメインキャスターを初めて本番組と二刀流で担当する。さらに、本番組情報キャスター・『めざましどようび』メインキャスターを担当したのち、2016年から6年間ナレーションを担当した福原直英がフジテレビ退社に伴い、卒業となった。なお、三宅の就任10周年を機に新お天気キャスターは林佑香が加入し、月曜から木曜まで担当。金曜は『めざましどようび』お天気キャスター・本番組にも代行出演していた谷尻萌が担当。新ナレーションは、過去に本番組情報キャスターを担当していた森昭一郎が担当する。
2022年4月4日からアニメ『ちいかわ』の放送が開始される。
2023年4月から放送30年目に突入するにあたりスタジオセット、テロップのフォーマットなどを一新。気象画面は10年ぶりにフルモデル更新され、2023年3月27日より使用開始。番組史上初めて番組キャラクター「めざましくん」がスタジオに登場してキャスターたちと会話する新コーナーを新設するなどリニューアル。また4月3日よりその日の生放送内容を「さくっと!めざましテレビ」として「TVer」「FOD」での無料見逃し配信を開始。情報番組の見逃し配信は史上初である。基本内容は「エンタ見たもん勝ち」「イマドキ」「紙兎ロペ」「ロペまち占い」「きょうのわんこ」を10分前後にまとめて配信する。
2024年3月29日をもって、谷尻萌が金曜日お天気キャスターを卒業し、2024年4月以降は不定期のエンタメリポーターとしての出演となった。2024年4月5日、谷尻の後任に田中裕理が金曜日お天気キャスターに就任したが、2024年6月28日をもって、わずか3か月で卒業した。2024年7月から、これまで月 - 木曜の出演だった林佑香が全曜日の出演になっている。2024年8月31日をもって、体調不良のため長期休養をしていた渡邊渚が退社に伴い、番組を卒業した。

### 第3期・伊藤時代

#### 2024年度後期 - 現在
2024年9月24日をもって、スポーツキャスターを6年半務めた酒主が卒業し、後任はココ調リポーターを担当していた勝野健が担当。2024年9月27日をもって、12年半に渡り2代目メインキャスタ一を務めた三宅が卒業し、後任は三宅着任前に病気療養中の大塚の代理メインキャスタ一を務めたこともある伊藤が、3代目メインキャスターとして2024年9月30日から12年半ぶりに務めている。
2025年3月31日からは、『めざまし8』の番組終了に伴い本番組の放送時間が拡大し、8時14分までの放送となる。これにより『めざましどようび』同様に8時を跨ぐ編成となる。これと同時にテレビ大分が7:55 - 8:14の同時ネットを開始。8時14分までの延長はNHK総合テレビ『連続テレビ小説』からの縦の流れを意識してのものである。2025年3月28日を以て開始以来長らく放送されてきた8:00までの放送が終了した。

### 新型コロナウイルス対応措置
2020年4月7日に発令された改正・新型インフルエンザ等対策特別措置法に基づく新型コロナウイルス緊急事態宣言を受け、4月10日から6月26日までは新型コロナウイルス感染拡大防止の観点から、当面の間は月曜日から木曜日までキャスターが本番組で金曜日のみ『めざましどようび』のキャスターが出演した。6月29日からは通常通りに戻ったものの、8月13日に木曜日パーソナリティである伊野尾慧の感染が確認されたことを受け、8月14日から9月25日までの放送分で再び金曜日のみ『めざましどようび』のキャスターが出演することになった。また、伊野尾は2020年9月1日から仕事復帰した。
総合司会（メインキャスター）・ニュースサブキャスターに関しては、2020年4月10日から6月26日および8月14日から9月25日までの放送分は感染拡大防止の観点から、総合司会（メインキャスター）は三宅・永島が月曜 - 木曜に、佐野瑞樹・久慈が金曜に出演し、サブキャスターは生田・井上が月曜 - 木曜に、『めざましどようび』スポーツキャスターの木下康太郎・本番組フィールドキャスターの藤本が金曜に出演。
お天気キャスターに関しては、2020年4月10日から6月26日までの放送分は感染拡大防止の観点から、金曜のみ『めざましどようび』の11代目お天気キャスターの谷尻萌が出演した。6月29日からは通常通りに戻ったものの、8月13日に木曜日パーソナリティである伊野尾の感染が確認されたことを受け、8月14日から金曜は再び『めざましどようび』のキャスターが出演することとなるが、谷尻は金曜は出演せず、阿部が金曜も通常通り出演することになった。
スポーツキャスターに関しては2020年4月10日から6月26日までの放送分は感染拡大防止の観点から酒主が月曜 - 木曜に、黒瀬が金曜に出演し、月曜・火曜・木曜・金曜の久慈は毎週金曜のみ『めざましどようび』の出演者の立場で総合司会（メインキャスター）を担当し、水曜の井上は月曜 - 木曜にニュースサブキャスターを担当することになった。金曜のニュースサブキャスターはフィールドキャスターの藤本が担当。6月29日からは通常通りに戻ったものの、8月13日に木曜日パーソナリティである伊野尾の感染が確認されたことを受け藤井が木曜に、出演して月曜・水曜・木曜の酒主が月曜 - 水曜の出演に変更されたが、久慈・井上は再び、月 - 木曜に井上が、金曜に久慈が出演となった。2020年9月10日からは酒主が月曜 - 水曜の出演から月曜・水曜・木曜の出演に再度変更された。2020年10月12日からはニュースサブキャスターを担当する井上（月曜・火曜・金曜）、久慈（水曜・木曜）がスポーツキャスターも再度兼務することになった。
エンタメキャスターについては2020年4月10日から6月26日までの放送分は感染拡大防止の観点から軽部と永尾が月曜 - 木曜に、堤と『めざましどようび』エンタメキャスターの高見侑里が金曜に出演。8月14日から9月25日は軽部と永尾が月曜・木曜、軽部と鈴木が火曜・水曜、堤・高見が金曜に出演。
マンスリーエンタメプレゼンターに関しては2020年4月以降、出演を見合わせていたが10月から再開する。
なお、「今日の占いCOUNT DOWN HYPER」終了時の締めの挨拶も長年使っていた「今日も元気に行ってらっしゃい！」 が情勢にそぐわないことから廃止され、2020年4月以降「今日も良い1日をお過ごしください」 「今日も笑顔で過ごせますように」などと変更されている。
2021年1月7日の新型コロナウイルス緊急事態宣言再発令を受け、1月13日から、平日班と土曜班の接触を防ぐため、久慈が水曜日・木曜日には出演せず、本来の曜日に加えて井上が水曜日、渡邊渚が木曜日に出演。久慈はめざましどようびのみの出演となった。
「キラビト！」と「きょうのわんこ」に関しては、新型コロナウイルス感染拡大防止で新規の収録ができない間、「キラビト!レジェンド」・「きょうのわんこレジェンド」として、それぞれ過去に放送されたものの再放送を2022年3月まで行っていた。
2022年1月20日に伊野尾と同じくHey!Say!JUMPのメンバーである知念侑李が新型コロナウイルスに感染していたことが確認され、伊野尾を始めメンバー全員が検査をしたところ、伊野尾の感染が再び確認された。木曜日の出演者は全員金曜日の出演を見合せた。これを受け翌日21日は、『めざましどようび』の出演者中心で放送した。総合司会（メインキャスター）として酒主（生田の代役・『なにわ男子のなんでやねん!!』ナレーションを兼務）と佐野・久慈（三宅・渡邊の代役）、エンタメキャスターは鈴木（エンタメキャスターの永尾・情報キャスターの藤本の代役と兼務）と高見（軽部の代役）、スポーツキャスターは大川（藤井の代役)が担当した。ただし、お天気キャスターに関しては阿部が通常通り出演。伊野尾は自宅療養を行ったのち2月3日から本番組に復帰した。24日からは本番組・『めざましどようび』同様、1度に出演する出演者を最小限に減らすことやアクリル板を増やすこと、一部出演者を24階の「はちたま」から出演をするなど感染対策を強化。なお、今回は出演者を2班体制にする措置は取られていない。
2022年6月6日からは一部出演者の別室によるリモート出演を完全終了し、パーティションを増やして、V9スタジオのみでの放送を実施する。出演人数も以前の人数に戻すこととなり、2023年3月13日からはパーティションも完全に撤去され、5月8日からの出演者同士の間隔も近くなった。
| 立ち位置                         | 立ち位置                | 立ち位置                | 立ち位置                | 立ち位置                | 立ち位置                | 立ち位置                | 立ち位置                | 立ち位置                | 立ち位置                | 立ち位置                |
| 2020年3月までの立ち位置          | 2020年3月までの立ち位置 | 2020年3月までの立ち位置 | 2020年3月までの立ち位置 | 2020年3月までの立ち位置 | 2020年3月までの立ち位置 | 2020年3月までの立ち位置 | 2020年3月までの立ち位置 | 2020年3月までの立ち位置 | 2020年3月までの立ち位置 | 2020年3月までの立ち位置 |
| -------------------------------- | ----------------------- | ----------------------- | ----------------------- | ----------------------- | ----------------------- | ----------------------- | ----------------------- | ----------------------- | ----------------------- | ----------------------- |
| 月・金op                         | 久慈                    |                         | 生田                    |                         | エンタメ                |                         | スポーツ                |                         | 井上                    |                         |
| 月・金op                         |                         | 三宅                    |                         | 永島                    |                         | 軽部                    |                         | 阿部                    |                         |                         |
| 火・水op                         |                         | 情報                    |                         | 生田                    |                         | 鈴木                    |                         | スポーツ                |                         |                         |
| 火・水op                         | 三宅                    |                         | 永島                    |                         | 軽部                    |                         | 阿部                    |                         |                         |                         |
| 木op                             |                         | 久慈                    |                         | 生田                    |                         | 永尾                    |                         | 酒主                    |                         | 井上                    |
| 木op                             | 三宅                    |                         | 永島                    |                         | 伊野尾                  |                         | 軽部                    |                         | 阿部                    |                         |
| 月・金end                        |                         | 久慈                    |                         | 生田                    |                         | エンタメ                |                         | スポーツ                |                         |                         |
| 月・金end                        | 三宅                    |                         | 永島                    |                         | 軽部                    |                         | 井上                    |                         |                         |                         |
| 火・水end                        |                         | 生田                    |                         | 鈴木                    |                         | スポーツ                |                         |                         |                         |                         |
| 火・水end                        | 三宅                    |                         | 永島                    |                         | 軽部                    |                         | 情報                    |                         |                         |                         |
| 木end                            |                         | 久慈                    |                         | 生田                    |                         | 永尾                    |                         | 酒主                    |                         |                         |
| 木end                            | 三宅                    |                         | 永島                    |                         | 伊野尾                  |                         | 軽部                    |                         | 井上                    |                         |
| 2020年4月 - 9月の立ち位置        |                         |                         |                         |                         |                         |                         |                         |                         |                         |                         |
| 月 - 水・金                      | 三宅                    |                         | 永島                    |                         | 軽部                    |                         |                         |                         |                         |                         |
| 木                               | 三宅                    |                         | 永島                    |                         | 伊野尾                  |                         |                         |                         |                         |                         |
| 2020年10月 - 2021年3月の立ち位置 |                         |                         |                         |                         |                         |                         |                         |                         |                         |                         |
| 月 - 水・金                      |                         | 生田                    |                         | 軽部                    |                         |                         |                         |                         |                         |                         |
| 月 - 水・金                      | 三宅                    |                         |                         |                         | 永島                    |                         |                         |                         |                         |                         |
| 木                               |                         | 永島                    |                         | 軽部                    |                         |                         |                         |                         |                         |                         |
| 木                               | 三宅                    |                         |                         |                         | 伊野尾                  |                         |                         |                         |                         |                         |
| 2021年4月 - 2022年1月の立ち位置  |                         |                         |                         |                         |                         |                         |                         |                         |                         |                         |
| 月 - 水・金                      |                         | 情報                    |                         | 軽部                    |                         |                         |                         |                         |                         |                         |
| 月 - 水・金                      | 三宅                    |                         | 井上                    |                         | 生田                    |                         |                         |                         |                         |                         |
| 木                               |                         | 生田                    |                         | 軽部                    |                         |                         |                         |                         |                         |                         |
| 木                               | 三宅                    |                         | 井上                    |                         | 伊野尾                  |                         |                         |                         |                         |                         |
| 2022年6月 - 2023年3月の立ち位置  |                         |                         |                         |                         |                         |                         |                         |                         |                         |                         |
| 月 - 木                          |                         | 情報                    |                         | 軽部                    |                         |                         |                         |                         |                         |                         |
| 月 - 木                          | 三宅                    |                         | 井上                    |                         | 生田                    |                         |                         |                         |                         |                         |
| 金                               | 渡邊                    |                         | 藤井                    |                         | 軽部                    |                         |                         |                         |                         |                         |
| 金                               |                         | 三宅                    |                         | 井上                    |                         |                         |                         |                         |                         |                         |
| 2023年4月 - 2024年9月の立ち位置  |                         |                         |                         |                         |                         |                         |                         |                         |                         |                         |
| 月 - 木                          |                         | 情報                    |                         | 軽部                    |                         |                         |                         |                         |                         |                         |
| 月 - 木                          | 三宅                    |                         | 井上                    | めざましくん            | 生田                    |                         |                         |                         |                         |                         |
| 金                               | 情報                    |                         | 藤井                    |                         | 軽部                    |                         |                         |                         |                         |                         |
| 金                               |                         | 三宅                    |                         | 井上                    | めざましくん            |                         |                         |                         |                         |                         |
| 2024年10月 - 現在の立ち位置      |                         |                         |                         |                         |                         |                         |                         |                         |                         |                         |
| 月 - 木op                        |                         | スポーツ                |                         | 情報                    |                         | エンタメ                |                         |                         |                         |                         |
| 月 - 木op                        | 林                      |                         | 伊藤                    |                         | 井上                    | めざましくん            | 生田                    |                         | 軽部                    |                         |
| 金op                             |                         | 勝野                    |                         | 原田                    |                         | 鈴木                    |                         |                         |                         |                         |
| 金op                             | 林                      |                         | 伊藤                    | めざましくん            | 井上                    |                         | 軽部                    |                         |                         |                         |
| 月・火・木end                    |                         |                         |                         | スポーツ                |                         | エンタメ                |                         |                         |                         |                         |
| 月・火・木end                    | 情報                    |                         | 伊藤                    |                         | 井上                    | めざましくん            | 生田                    |                         | 軽部                    |                         |
| 水end                            |                         |                         |                         | 德田                    |                         | ココ調                  |                         | 原田                    |                         |                         |
| 水end                            | 藤本                    |                         | 伊藤                    |                         | 井上                    | めざましくん            | 生田                    |                         | 軽部                    |                         |
| 金end                            |                         | 勝野                    |                         |                         |                         | 鈴木                    |                         |                         |                         |                         |
| 金end                            | 原田                    |                         | 伊藤                    | めざましくん            | 井上                    |                         | 軽部                    |                         |                         |                         |

## 放送時間

### めざましテレビ
- 1994年4月1日 - 2001年12月28日
  - 月 - 金曜日 5:55 - 8:00(JST)
- 2002年1月7日 - 2018年3月30日
  - 第1部：月 - 金曜日 5:25 - 6:10（JST）
  - 第2部：月 - 金曜日 6:10 - 8:00（JST）
- 2018年4月2日 - 2019年3月29日
  - 第0部：月 - 金曜日 4:55 - 5:25（JST）
  - 第1部：月 - 金曜日 5:25 - 6:10（JST）
  - 第2部：月 - 金曜日 6:10 - 8:00（JST）
- 2019年4月1日 - 2025年3月28日
  - 第1部：月 - 金曜日 5:25 - 6:10（JST）
  - 第2部：月 - 金曜日 6:10 - 8:00（JST）
    - 放送開始当初は全ネット局揃って5:55開始だったが、2002年1月7日から開始時刻を5:25に繰り上げ、6:10を境とした2部制の放送に移行した。
    - 第2期開始後は飛び乗り放送としていた地方局があったが、それらの局も随時開始時刻を繰り上げていき、2013年7月1日以降はそれまで最後まで唯一飛び乗り放送としていた石川テレビも開始時刻を繰り上げることとしたため、通常時全ネット局が5:25開始という体制となった。飛び乗り局では第1部の5:25 - 5:55を自主編成枠に差し替えていた(ただし、臨時フルネットが行われた事例もあった)。飛び乗り局のエリアで早朝に有事が発生し、この30分間に現地から中継が行われるも、当地では放映されていない(裏送り)という状況が発生したこともあった。
    - 第1部の5:25 - 5:55は2013年9月27日までローカルセールス枠であり、報道特別番組やスポーツ中継により正規の開始時間から遅れて放送を開始する場合などの例外を除き、基本的にネット受けの強制をされることはなかった(2020年3月までの『めざましどようび』(第1部… 6:00 - 7:00)と同じ)。
    - 2018年4月2日から2019年3月29日までの第0部の4時台・5時台はいずれも全編ローカルセールス枠であり、フジテレビと一部系列局のみの放送。
- 2025年3月31日 - 
  - 第1部：月 - 金曜日 5:25 - 6:10（JST）
  - 第2部：月 - 金曜日 6:10 - 8:14（JST）
    - 2025年3月31日からは番組終了時間を8:14まで拡大した関係で、これまで未ネットだったテレビ大分でも日本テレビ製作の情報番組『ZIP!』を7:55に飛び降りして、テレビ大分独自のOPを流した後に7:56の「きょうのわんこ」から19分間のみ飛び乗り放送。

### めざましテレビ アクア
- 2014年3月31日 - 2018年3月30日
  - 月 - 金曜日 4:00 - 5:25（JST）
    - 通常時、4時台(第1部・第2部)はフジテレビのみの放送で、5時台(第3部)は一部系列局でも放送(『めざにゅ〜』と同様)。
    - 第1部について、一部番組表では前日深夜最終番組[注 29]扱いで記載されており、深夜番組が4:00を跨ぐ場合には短縮または休止となることがあった(『めざにゅ〜』と同様)。

### めざましテレビ全部見せ
- 2019年4月1日 - 
  - 月 - 金曜日 4:55 - 5:25（JST）

## ネット局

### 『めざましテレビ全部見せ』『めざましテレビ』
- 『めざましテレビ全部見せ』は、全編ローカルセールス枠のため、フジテレビ以外の通常時〇の局でも、局の編成の都合により臨時に×に変更する場合がある。
- ネット状況について
  - ○…フルネット
  - △…部分ネット
  - ×…非ネット

2025年3月31日 - 現在
| 放送対象地域  | 放送局                    | 系列                                         | 放送時間                | 放送時間          | 放送時間          | 備考 |
| 放送対象地域  | 放送局                    | 系列                                         | めざましテレビ 全部見せ | めざましテレビ    | めざましテレビ    | 備考 |
| 放送対象地域  | 放送局                    | 系列                                         | 4:55 - 5:25             | 第1部 5:25 - 6:10 | 第2部 6:10 - 8:14 | 備考 |
| ------------- | ------------------------- | -------------------------------------------- | ----------------------- | ----------------- | ----------------- | --- |
| 関東広域圏    | フジテレビ（CX）          | フジテレビ系列                               | ○                       | ○                 | ○                 | 【制作局】 |
| 北海道        | 北海道文化放送（UHB）     | フジテレビ系列                               | ○                       | ○                 | ○                 | - 2019年11月11日から12月25日までは、自社制作番組「朝一番!みんテレいいトコどり」放送のため「めざましテレビ全部見せ」を×に変更。 |
| 岩手県        | 岩手めんこいテレビ（mit） | フジテレビ系列                               | ○                       | ○                 | ○                 | - 2011年4月1日まで第1部は5:55飛び乗り。 - 2019年4月1日から「めざましテレビ全部見せ」を○に変更。 - 2019年3月29日まで旧第0部はいずれも通常時×。 |
| 新潟県        | NST新潟総合テレビ（NST）  | フジテレビ系列                               | ○                       | ○                 | ○                 | - 2002年3月29日まで第1部は5:55飛び乗り。 |
| 長野県        | 長野放送（NBS）           | フジテレビ系列                               | ○                       | ○                 | ○                 | |
| 静岡県        | テレビ静岡（SUT）         | フジテレビ系列                               | ○                       | ○                 | ○                 | |
| 中京広域圏    | 東海テレビ（THK）         | フジテレビ系列                               | ○                       | ○                 | ○                 | - 開始初期は一部時間帯を自社制作のローカルパートに差し替えていた。 - 2011年まで毎年1月17日は平日と重なった場合、阪神・淡路大震災の特別報道番組『この瞬間に祈る』（関西テレビ制作、同時ネット）の放送のため、第1部の5:55（当時）までの部分をネット返上。                                                                                                  |
| 広島県        | テレビ新広島（TSS）       | フジテレビ系列                               | ○                       | ○                 | ○                 | - 2025年から毎年8月6日が平日と重なった場合、広島平和記念式典中継のため第2部の7:55以降の部分をネット返上。 |
| 愛媛県        | テレビ愛媛（EBC）         | フジテレビ系列                               | ○                       | ○                 | ○                 | |
| 福岡県        | テレビ西日本（TNC）       | フジテレビ系列                               | ○                       | ○                 | ○                 | |
| 宮城県        | 仙台放送（OX）            | フジテレビ系列                               | ×                       | ○                 | ○                 | |
| 秋田県        | 秋田テレビ（AKT）         | フジテレビ系列                               | ×                       | ○                 | ○                 | |
| 山形県        | さくらんぼテレビ（SAY）   | フジテレビ系列                               | ×                       | ○                 | ○                 | - 1997年3月17日（サービス放送期間中）からネット開始。 |
| 福島県        | 福島テレビ（FTV）         | フジテレビ系列                               | ×                       | ○                 | ○                 | |
| 富山県        | 富山テレビ（BBT）         | フジテレビ系列                               | ×                       | ○                 | ○                 | - 2002年3月29日まで第1部は5:55飛び乗り。 |
| 石川県        | 石川テレビ（ITC）         | フジテレビ系列                               | ×                       | ○                 | ○                 | - 2013年6月28日まで第1部は5:55飛び乗り。 |
| 福井県        | 福井テレビ（FTB）         | フジテレビ系列                               | ×                       | ○                 | ○                 | - 2002年3月29日まで第1部は5:55飛び乗り。 |
| 近畿広域圏    | 関西テレビ（KTV）         | フジテレビ系列                               | ×                       | ○                 | ○                 | - 毎年1月17日は平日と重なった場合、阪神・淡路大震災の特別報道番組『この瞬間に祈る』を放送のため、第1部の6:00までの部分をネット返上。 - ローカル天気予報BGMは過去に村松健の「フィールド・ソング」、ブレッド&バターの「HAPPIER THAN THE MORNING SUN」を使用していた。2015年1月現在は別の曲。また、ローカルニュースではリアルタイム字幕放送を実施している。 |
| 鳥取県 島根県 | さんいん中央テレビ（TSK） | フジテレビ系列                               | ×                       | ○                 | ○                 | - 2002年3月29日まで第1部は5:55飛び乗り。 |
| 岡山県 香川県 | 岡山放送（OHK）           | フジテレビ系列                               | ×                       | ○                 | ○                 | - 2020年3月30日から「めざましテレビ全部見せ」を×に変更。 |
| 高知県        | 高知さんさんテレビ（KSS） | フジテレビ系列                               | ×                       | ○                 | ○                 | - 1997年3月20日（サービス放送期間中）からネット開始。 |
| 佐賀県        | サガテレビ（STS）         | フジテレビ系列                               | ×                       | ○                 | ○                 | |
| 長崎県        | テレビ長崎（KTN）         | フジテレビ系列                               | ×                       | ○                 | ○                 | - 2012年3月30日まで第1部は5:55飛び乗り。 - 毎年10月7日が平日と重なった場合、長崎くんち中継のため第2部の6:58以降の部分をネット返上。 |
| 熊本県        | テレビ熊本（TKU）         | フジテレビ系列                               | ×                       | ○                 | ○                 | |
| 宮崎県        | テレビ宮崎（UMK）         | フジテレビ系列 日本テレビ系列 テレビ朝日系列 | ×                       | ○                 | ○                 | - 2007年6月1日まで第1部は5:55飛び乗り。 |
| 鹿児島県      | 鹿児島テレビ（KTS）       | フジテレビ系列                               | ×                       | ○                 | ○                 | - 2007年9月28日まで第1部は5:55飛び乗り。 |
| 沖縄県        | 沖縄テレビ（OTV）         | フジテレビ系列                               | ×                       | ○                 | ○                 | - 2002年6月28日まで第1部は5:55飛び乗り。 |
| 大分県        | テレビ大分（TOS）         | 日本テレビ系列 フジテレビ系列                | ×                       | ×                 | △                 | - 2025年3月31日ネット開始、第2部は7:55飛び乗り |

旧「第0部4時台」「第0部5時台」の廃枠時点でのネット局は「めざましテレビ全部見せ・4時台」「めざましテレビ全部見せ・5時台」のネット局のうち、岩手めんこいテレビ以外の全局であった。
なお、日本テレビ系列とフジテレビ系列のクロスネット局であるテレビ大分は『Oha!4 NEWS LIVE・第2部』と『ZIP!』（共に日本テレビ系列）をネットしているため、本番組は2025年3月28日まで全編非ネットだった。ただし、2019年1月4日の新春特番は普段後続の『情報プレゼンター とくダネ!』をネットしていた関係で、7:00から飛び乗りの上臨時ネットされた。なお、2021年に『情報プレゼンター とくダネ!』が終了するまでは、緊急報道特番編成時は当番組は8時で終了する措置を取っていたため、当番組が拡大することが少なかったが、『めざまし8』移行後は本番組が拡大するため、報道特番扱いで放送される場合がある。
2025年3月31日からは、本番組が8:14までに拡大されるため、テレビ大分でも『ZIP!』を飛び降りた後の7:55 - 8:14に本番組を途中飛び乗りで同時ネット化された。飛び降り後、45秒間のCMを放送した後、大分独自のオープニングを放送した後、『きょうのわんこ』から放送が開始する。ただし、連動データ放送は実施していない。

## マスコットキャラクター
- めざましくん
  - マスコットキャラクターは「めざましくん」。デザインは目覚まし時計のフォルムに表情が描かれ手足がついたもの[64]。

## プロジェクト企画

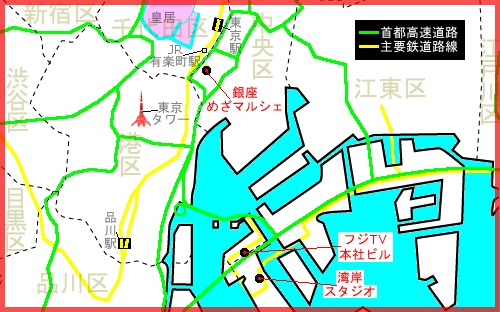
銀座めざマルシェ、フジテレビの本社ビル（本番組のスタジオ）、湾岸スタジオ（フジテレビのお仕事・実施場所）の位置。

年度テーマ
本番組では、毎年度（4月 - 翌年3月）毎にテーマを設けて放送している。
- 2008年度「つながり」
- 2009年度「わ」
- 2010年度「one」
- 2011年度「ON」
- 2012年度「NEW STAGE」
- 2013年度「LIVE ISLAND」
- 2014年度「6days 6colors 6song 五感で楽しむテレビ」
- 2015年度「（不明）」
- 2016年度「太陽」
- 2017年度「（不明）」
- 2018年度「つながる」

あさ絶景！お天気キャラバン（2016年）
阿部華也子が全国を回る。
きょうのわんこ大賞
年末恒例となっているこの企画は1年間のわんこを振り返りつつ「きょうのわんこ」のグランプリを決めるという企画で、グランプリ受賞者（犬）にはトロフィーが贈られる。
めざまし体操キャラバン（2004年、2005年、2006年8月）
夏休み恒例となっている全国を巡ってめざまし体操を広めようというコーナー。詳細は該当ページ参照。
めざましマガジン
めざましスタッフが製作するフリーペーパー。全国の都市部を中心に配布している。詳細は該当ページ参照。
K&Tプロジェクト
2004年に10周年を迎えた時の特別企画。軽部と高島がユニット「K&T」を結成、デュエット曲「君の好きなヒト」を発売するというもの。またc/w曲として、高島・中野と3代目お天気キャスターだった高樹の英字の苗字の頭文字からとった番組内で結成されたユニットT.N.T.が歌う「約束の空」も収録されている。
めざまし太陽プロジェクト
2005年は「世の中を照らす太陽のような温かい存在でありたい」というコンセプトのもと、藤井フミヤとのコラボ企画が行われた。オリジナルキャラクター「めざまし太陽」の考案、「めざまし太陽カフェ」、テーマソング「手のひらを太陽に」など。
39（さんきゅ〜）プロジェクト
2005年の「めざまし太陽」企画に引き続き、2006年には「身近な人にもっと『ありがとう』の言葉を」というコンセプトのもと、「39（さんきゅ〜<Thank You>）プロジェクト」（3と9は重なって、全体が3に見え一部が9に見える）と題してさまざまな企画が行われた。
日本つながるプロジェクト
2018年7月にスタートした大型プロジェクト。第一段は「たすきリレー」と題し、2020年の東京オリンピック・東京パラリンピック開催に向けて1964年の聖火リレーコースを再現しゴール地点では各地が祭りを披露する。尚、タスキには各都道府県が色となって付いている。2019年7月に47都道府県を走破した。これ以降は第二段「アスリート47人はじまりの地」と題し、アスリートの生い立ちと出身地の紹介を行っている。
永島優美アナ 迷言集（2017年→2021年）
年間最後の放送で永島のＮＧ的な発言をまとめて放送するこのコーナー。永島は毎年このコーナーがある事を知らない。
井上清華スマイルチャージ 全力チャージ集（2021年）
年間最後の放送で全力チャージ度(3つ)に分けて出演者のスマイルチャージ集として、まとめて放送するコーナー。井上は永島同様、このコーナーがある事を知らない。
井上清華『やってセイカ!』の成果は？（2022年・2023年）
年間最後の放送で2022年4月から放送している『やってセイカ!』の成果集として、まとめて放送するコーナー。井上の台本には清水の舞台から生中継と知らされていた。
Re
2007年の年間スローガンは「Re:（「再び」「新たに」などの意味を持つ英語の接頭辞）」である。また、本番組が視聴者に送るメッセージは「Re-family」と「Re-friend」である。なお、テーマソングとして書き下ろされたアンジェラ・アキの「Again」には「Re-Start」などの意味が込められている。
めざましテレビat熊本城
2008年5月5日（こどもの日）に放送された、熊本城からの生放送。高島と大塚、中野、皆藤、テレビ熊本の井後真奈美などが、築城400年を迎えた熊本城（主に復元された「本丸御殿」）の紹介を行った。また、当日放送された「くらたび・ごはん」も熊本市内からの生中継であった。
フジテレビのお仕事・めざましテレビを作ろう!!（2009年9月3日、開校式）
本番組のプロデューサー監修による、テレビ局ならではの本格的な番組制作体験プログラム。対象は、中学・高校の修学旅行や課外活動。本物の放送機材を備えたフジテレビ湾岸スタジオ（東京都江東区）の特設スタジオにて、学校のクラス単位で本番組の擬似番組（10分間）を制作する。
銀座めざマルシェ（2010年1月22日、オープン）
本番組プロデュースした、全国47都道府県の物産品を集めた物産館。東京・銀座5丁目、ソニービルの隣に建つ地下1階から地上13階のビル。各階の地域別エリアを“めざましファミリー”の面々がそれぞれ担当する。後にフジテレビ本社内に移転するも、2012年4月に閉店している。
リアル脱出ゲームとのコラボレーション
2013年6月にダイバーシティ東京にてSCRAP主催の参加型謎解きゲームイベントであるリアル脱出ゲームとのコラボレーション『リアル脱出ゲーム×めざましテレビ〜めざめない部屋からの脱出〜』が週末限定で開催され、東京でのイベント終了後全国各地を巡回した。参加者は『めざましテレビ』のスタッフとして生野と一緒に加藤が眠っている部屋に閉じ込められ、様々な謎を解きながら1時間以内に加藤を起床させて眠っていた部屋から脱出することがクリア条件となっている。キャッチコピーは『そのベルを鳴らせ!』である。
HELLOチャレンジ
2020年に行われる。当年度のテーマソング、Official髭男dismの「HELLO」に載せ、めざまし出演者、視聴者が様々なチャレンジを行った模様を投稿し動画化するといったもの。後に動画はYouTubeで公開された。
もう少しだけ○○したい
2021年に行われる。当年度のテーマソング、YOASOBIの「もう少しだけ」に載せ、視聴者から』もう少しだけ○○したい』内容を募集し、1日1名ずつ放送した。
めざドラ『めぐる』
2021年12月6日（月）から17日（金）にかけて、全10回オンエアされたもの。コロナ禍の何気ない日常を描いた作品で、見ず知らずの4人が、ある朝、当番組の占いを観たことをきっかけに、“いつもはしないこと”に挑戦するストーリーが描かれる。このたび小説をもとに実写ドラマ化されることが決定した。ドラマには井ノ原快彦のほか、三田佳子、白洲迅、福本莉子らが、井上も1度だけ出演した。脚本は西条みつとし、監督は太田良（AOI Pro.）が担当した。
サチアレプロジェクト
2022年に行われる。当年度のテーマソング、なにわ男子の「サチアレ」に載せ、メンバー7人が夢を追う若者たちに密着し、エールを送るオムニバスの青春ドキュメンタリー。金曜日の『なにわ男子のなんでやねん!!』を当プロジェクトに代替放送していた。
ゲームソフトの発売
2003年にデジキューブからPlayStation 2専用ソフト『めざましテレビ 〜10th Anniversary〜きょうのわんこ』がデジキューブ提携コンビニとゲームショップにて発売された。プレイヤーは犬の飼い主となり、犬を飼育しながらめざましテレビの看板コーナーである『きょうのわんこ』に出演することが目的となる。

## 歴代テーマ曲
| 使用期間                                                       | 使用期間   | 歌手名・ユニット名 曲名         | 歌手名・ユニット名 曲名                      | 歌手名・ユニット名 曲名                      | 歌手名・ユニット名 曲名                      | 備考 |
| 使用期間                                                       | 使用期間   | 第0部                           | オープニング                                 | エンディング                                 | 天気予報                                     | 備考 |
| -------------------------------------------------------------- | ---------- | ------------------------------- | -------------------------------------------- | -------------------------------------------- | -------------------------------------------- | --- |
| 1994.4.1                                                       | 1995.3.31  | （放送無し）                    | LINDBERG 「Cute or Beauty」                  | LINDBERG 「Cute or Beauty」                  | LINDBERG 「Cute or Beauty」                  | 前述した6:55の時報時のBGMで2000年代前半まで使用された。                                                   |
| 1995.4.3                                                       | 1996.3.29  | （放送無し）                    | LINDBERG 「Ring My Bell」                    | LINDBERG 「Ring My Bell」                    | LINDBERG 「Ring My Bell」                    | |
| 1996.4.1                                                       | 1997.3.28  | （放送無し）                    | 森高千里 「ララ サンシャイン」               | 森高千里 「ララ サンシャイン」               | 森高千里 「ララ サンシャイン」               | |
| 1997.3.31                                                      | 1998.3.27  | （放送無し）                    | 奥居香 「ハッピーマン」                      | 奥居香 「ハッピーマン」                      | 奥居香 「ハッピーマン」                      | |
| 1998.3.30                                                      | 1999.3.31  | （放送無し）                    | 小松未歩 「チャンス」                        | 小松未歩 「チャンス」                        | 小松未歩 「チャンス」                        | |
| 1999.4.1                                                       | 2000.3.31  | （放送無し）                    | 松任谷由実 「Spinniing Wheel」               | 松任谷由実 「Spinniing Wheel」               | 松任谷由実 「Spinniing Wheel」               | 放送開始5周年                                                                                             |
| 2000.4.3                                                       | 2001.3.30  | （放送無し）                    | 木村佳乃 「あしたは…」                       | 木村佳乃 「Lullaby for Grandmother」         | インストゥルメンタル 「（タイトル不明）」    | |
| 2001.4.2                                                       | 2001.6     | （放送無し）                    | TUBE 「月と太陽」                            | TUBE 「月と太陽」                            | TUBE 「月と太陽」                            | |
| 2001.6                                                         | 2002.3.29  | （放送無し）                    | 竹内まりや 「毎日がスペシャル」              | 竹内まりや 「毎日がスペシャル」              | 竹内まりや 「毎日がスペシャル」              | |
| 2002.4.1                                                       | 2002.9.27  | （放送無し）                    | 松田聖子 「素敵な明日」                      | 松田聖子 「素敵な明日」                      | 松田聖子 「素敵な明日」                      | |
| 2002.9.30                                                      | 2003.3.28  | （放送無し）                    | CHEMISTRY 「SOLID DREAM」                    | CHEMISTRY 「SOLID DREAM」                    | CHEMISTRY 「SOLID DREAM」                    | |
| 2003.3.31                                                      | 2003.6     | （放送無し）                    | TUBE 「青いメロディー」                      | TUBE 「青いメロディー」                      | TUBE 「青いメロディー」                      | TUBEが春夏秋冬ごとに異なるテーマを制作。完成時には番組内で生演奏された。                                  |
| 2003.6                                                         | 2003.9     | （放送無し）                    | TUBE 「Let's go to the sea 〜OASIS〜」       | TUBE 「Let's go to the sea 〜OASIS〜」       | TUBE 「Let's go to the sea 〜OASIS〜」       | TUBEが春夏秋冬ごとに異なるテーマを制作。完成時には番組内で生演奏された。                                  |
| 2003.9                                                         | 2003.12    | （放送無し）                    | TUBE 「月光」                                | TUBE 「月光」                                | TUBE 「月光」                                | TUBEが春夏秋冬ごとに異なるテーマを制作。完成時には番組内で生演奏された。                                  |
| 2003.12                                                        | 2004.2.27  | （放送無し）                    | TUBE 「プロポーズ」                          | TUBE 「プロポーズ」                          | TUBE 「プロポーズ」                          | TUBEが春夏秋冬ごとに異なるテーマを制作。完成時には番組内で生演奏された。                                  |
| 2004.3.1                                                       | 2004.3.26  | （放送無し）                    | T.N.T 「約束の空」                           | T.N.T 「約束の空」                           | T.N.T 「約束の空」                           | 当時本番組の出演者であった高島、中野、3代目お天気キャスターの高樹によるユニット。                         |
| 2004.3.29                                                      | 2004.4.30  | （放送無し）                    | めざましテレビ ALL Cast 「手のひらを太陽に」 | めざましテレビ ALL Cast 「手のひらを太陽に」 | めざましテレビ ALL Cast 「手のひらを太陽に」 | 放送開始10周年記念として、ほぼ月単位で異なるアーティストによる「手のひらを太陽に」を採用した。            |
| 2004.5.1                                                       | 2004.5.31  | （放送無し）                    | Bon-Bon Blanco 「手のひらを太陽に」          | Bon-Bon Blanco 「手のひらを太陽に」          | Bon-Bon Blanco 「手のひらを太陽に」          | 放送開始10周年記念として、ほぼ月単位で異なるアーティストによる「手のひらを太陽に」を採用した。            |
| 2004.6.1                                                       | 2004.6.30  | （放送無し）                    | sacra 「手のひらを太陽に」                   | sacra 「手のひらを太陽に」                   | sacra 「手のひらを太陽に」                   | 放送開始10周年記念として、ほぼ月単位で異なるアーティストによる「手のひらを太陽に」を採用した。            |
| 2004.7.1                                                       | 2004.8.31  | （放送無し）                    | 島谷ひとみ 「手のひらを太陽に」              | 島谷ひとみ 「手のひらを太陽に」              | 島谷ひとみ 「手のひらを太陽に」              | 放送開始10周年記念として、ほぼ月単位で異なるアーティストによる「手のひらを太陽に」を採用した。            |
| 2004.9.1                                                       | 2004.9.30  | （放送無し）                    | クレモンティーヌ 「手のひらを太陽に」        | クレモンティーヌ 「手のひらを太陽に」        | クレモンティーヌ 「手のひらを太陽に」        | 放送開始10周年記念として、ほぼ月単位で異なるアーティストによる「手のひらを太陽に」を採用した。            |
| 2004.10.1                                                      | 2004.10.31 | （放送無し）                    | Lead 「手のひらを太陽に」                    | Lead 「手のひらを太陽に」                    | Lead 「手のひらを太陽に」                    | 放送開始10周年記念として、ほぼ月単位で異なるアーティストによる「手のひらを太陽に」を採用した。            |
| 2004.11.1                                                      | 2004.11.30 | （放送無し）                    | 川嶋あい 「手のひらを太陽に」                | 川嶋あい 「手のひらを太陽に」                | 川嶋あい 「手のひらを太陽に」                | 放送開始10周年記念として、ほぼ月単位で異なるアーティストによる「手のひらを太陽に」を採用した。            |
| 2004.12.1                                                      | 2004.12.24 | （放送無し）                    | 清貴 「手のひらを太陽に」                    | 清貴 「手のひらを太陽に」                    | 清貴 「手のひらを太陽に」                    | 放送開始10周年記念として、ほぼ月単位で異なるアーティストによる「手のひらを太陽に」を採用した。            |
| 2004.12.27                                                     | 2004.12.30 | （放送無し）                    | めざましテレビ ALL Cast 「手のひらを太陽に」 | めざましテレビ ALL Cast 「手のひらを太陽に」 | めざましテレビ ALL Cast 「手のひらを太陽に」 | 放送開始10周年記念として、ほぼ月単位で異なるアーティストによる「手のひらを太陽に」を採用した。            |
| 2005.1.5                                                       | 2005.2.28  | （放送無し）                    | 藤井フミヤ 「手のひらを太陽に」              | 藤井フミヤ 「手のひらを太陽に」              | 藤井フミヤ 「手のひらを太陽に」              | 放送開始10周年記念として、ほぼ月単位で異なるアーティストによる「手のひらを太陽に」を採用した。            |
| 2005.3.1                                                       | 2005.8.31  | （放送無し）                    | 山下達郎 「太陽のえくぼ」                    | 山下達郎 「太陽のえくぼ」                    | 山下達郎 「太陽のえくぼ」                    | |
| 2005.9.1                                                       | 2006.2.28  | （放送無し）                    | DREAMS COME TRUE 「SUNSHINE」                | DREAMS COME TRUE 「SUNSHINE」                | DREAMS COME TRUE 「SUNSHINE」                | |
| 2006.3.1                                                       | 2007.3.30  | （放送無し）                    | Def Tech 「Irie Got〜ありがとうの詩〜」      | Def Tech 「Irie Got〜ありがとうの詩〜」      | Def Tech 「Irie Got〜ありがとうの詩〜」      | |
| 2007.4.2                                                       | 2007.9.28  | （放送無し）                    | アンジェラ・アキ 「Again」                   | アンジェラ・アキ 「Again」                   | アンジェラ・アキ 「Again」                   | |
| 2007.10.1                                                      | 2008.3.28  | （放送無し）                    | MISIA 「太陽の地図」                         | MISIA 「太陽の地図」                         | MISIA 「太陽の地図」                         | |
| 2008.3.31                                                      | 2009.3.27  | （放送無し）                    | 小田和正 「今日も どこかで」                 | 小田和正 「今日も どこかで」                 | 小田和正 「今日も どこかで」                 | |
| 2009.3.30                                                      | 2010.3.26  | （放送無し）                    | Superfly 「やさしい気持ちで」                | Superfly 「やさしい気持ちで」                | Superfly 「やさしい気持ちで」                | 放送開始15周年                                                                                            |
| 2010.3.29                                                      | 2011.3.31  | （放送無し）                    | 桑田佳祐 「EARLY IN THE MORNING」            | 桑田佳祐 「EARLY IN THE MORNING」            | 桑田佳祐 「EARLY IN THE MORNING」            | 末期は「〜旅立ちの朝〜」ヴァージョン                                                                      |
| 2011.4.1                                                       | 2012.3.30  | （放送無し）                    | いきものがかり 「NEW WORLD MUSIC」           | いきものがかり 「NEW WORLD MUSIC」           | いきものがかり 「NEW WORLD MUSIC」           | |
| 2012.4.2                                                       | 2013.3.29  | （放送無し）                    | Mr.Children 「Happy Song」                   | Mr.Children 「Happy Song」                   | Mr.Children 「Happy Song」                   | |
| 2013.4.1                                                       | 2013.12.23 | （放送無し）                    | 安室奈美恵 「Can You Feel This Love」        | 安室奈美恵 「Can You Feel This Love」        | 安室奈美恵 「Can You Feel This Love」        | |
| 2013.12.24                                                     | 2013.12.25 | （放送無し）                    | 安室奈美恵 「Can You Feel This Love」        | 安室奈美恵 「Can You Feel This Love」        | 安室奈美恵 「Love Story」                    | |
| 2013.12.26                                                     | 2014.3.28  | （放送無し）                    | 安室奈美恵 「Can You Feel This Love」        | 安室奈美恵 「Can You Feel This Love」        | 安室奈美恵 「Can You Feel This Love」        | |
| 2014年3月31日から2015年3月27日までは後述のデイリーテーマソング |            |                                 |                                              |                                              |                                              | |
| 2015.3.30                                                      | 2016.4.1   | ゆず 「終わらない歌」           | ゆず 「終わらない歌」                        | ゆず 「終わらない歌」                        | ゆず 「終わらない歌」                        | |
| 2016.4.4                                                       | 2016.9.30  | 西野カナ 「Have a nice day」    | 西野カナ 「Have a nice day」                 | 西野カナ 「Have a nice day」                 | 西野カナ 「Have a nice day」                 | |
| 2016.10.3                                                      | 2017.3.31  | 西野カナ 「Dear Bride」         | 西野カナ 「Dear Bride」                      | 西野カナ 「Dear Bride」                      | 西野カナ 「Dear Bride」                      | |
| 2017.4.3                                                       | 2017.10.12 | 上白石萌音 『告白』             | スピッツ 「ヘビーメロウ」                    | スピッツ 「ヘビーメロウ」                    | スピッツ 「ヘビーメロウ」                    | |
| 2017.10.13                                                     | 2017.10.31 | 上白石萌音 『告白』             | スピッツ 「ヘビーメロウ」                    | スピッツ 「ヘビーメロウ」                    | 関ジャニ∞ 「Sweet Parade」                   | |
| 2017.11.1                                                      | 2018.3.30  | 上白石萌音 『告白』             | スピッツ 「ヘビーメロウ」                    | スピッツ 「ヘビーメロウ」                    | スピッツ 「ヘビーメロウ」                    | |
| 2018.4.2                                                       | 2019.3.29  | 小田和正 「会いに行く」         | 小田和正 「会いに行く」                      | 小田和正 「会いに行く」                      | 小田和正 「会いに行く」                      | |
| 2019.4.1                                                       | 2020.3.27  | いきものがかり 「SING!」        | いきものがかり 「SING!」                     | いきものがかり 「SING!」                     | いきものがかり 「SING!」                     | 放送開始25周年                                                                                            |
| 2020.3.30                                                      | 2021.3.26  | Official髭男dism 「HELLO」      | Official髭男dism 「HELLO」                   | Official髭男dism 「HELLO」                   | Official髭男dism 「HELLO」                   | 6月26日までは楽曲タイトル表記が「Hello」だった。                                                          |
| 2021.3.29                                                      | 2022.4.1   | YOASOBI 「もう少しだけ」        | YOASOBI 「もう少しだけ」                     | YOASOBI 「もう少しだけ」                     | YOASOBI 「もう少しだけ」                     | ソニーミュージックの小説サイト「monogatary.com」にて、楽曲の原案小説を募集する企画を同年1月18日から開催。 |
| 2022.4.4                                                       | 2023.3.31  | なにわ男子 「サチアレ」         | なにわ男子 「サチアレ」                      | なにわ男子 「サチアレ」                      | なにわ男子 「サチアレ」                      | テーマソングをジャニーズ事務所のグループが担当するのは初。                                                |
| 2023.4.3                                                       | 2024.3.29  | Ado 「いばら」                  | Ado 「いばら」                               | Ado 「いばら」                               | Ado 「いばら」                               | |
| 2024.4.1                                                       | 2025.3.28  | DISH// 「朝、月面も笑っている」 | DISH// 「朝、月面も笑っている」              | DISH// 「朝、月面も笑っている」              | DISH// 「朝、月面も笑っている」              | 放送開始30周年                                                                                            |
| 2025.3.31                                                      |            | SUPER BEAVER 「主人公」         | SUPER BEAVER 「主人公」                      | SUPER BEAVER 「主人公」                      | SUPER BEAVER 「主人公」                      | |

| 使用期間  | 使用期間  | 歌手名・ユニット名 曲名   | 歌手名・ユニット名 曲名 | 歌手名・ユニット名 曲名     | 歌手名・ユニット名 曲名  | 歌手名・ユニット名 曲名               | 備考           |
| 使用期間  | 使用期間  | 月曜                      | 火曜                    | 水曜                        | 木曜                     | 金曜                                  | 備考           |
| --------- | --------- | ------------------------- | ----------------------- | --------------------------- | ------------------------ | ------------------------------------- | -------------- |
| 2014.3.31 | 2014.9.26 | flumpool 「明日への賛歌」 | 西野カナ 「Darling」    | ファンキー加藤 「FLY」      | SEKAI NO OWARI 「PLAY」  | JUJU 「Brand New Days Will Love You」 | 放送開始20周年 |
| 2014.9.29 | 2015.3.27 | flumpool 「大好きだった」 | 西野カナ 「好き」       | ファンキー加藤 「少年の声」 | SEKAI NO OWARI 「MAGIC」 | JUJU 「始まりはいつも突然に」         | 放送開始20周年 |

なお、歴代テーマ曲を集めた「めざましSONGS」、ヴァイオリニストの高嶋ちさ子らが演奏した「めざましクラシックス」が発売されている。

## 特別編成

### 『とくダネ!』との合同選挙特別番組
第46回衆議院議員総選挙投開票日の翌朝である、2012年12月17日 7:00 - 11:30に『ニッポンの選択・ビギンズ』と題し、本番組と『とくダネ!』の合同選挙特別番組が放送された。なお、番組表・編成上は本番組第2部7時台・『とくダネ!』・『ノンストップ!』の3番組の番組内特番としての扱いであり、各番組の通常時ネット局・放送時間での放送となった。
- 司会： 小倉智昭、菊川怜（以上『とくダネ!』）、三宅正治、生野陽子（以上本番組）ほか

### 20周年以前の特番
- 金曜メガTV 素朴な疑問大追跡!さんま・鶴瓶のめざまし調査隊大爆笑スペシャル!（1996年11月15日）
- カスペ! ありがとう15周年めざましテレビ大感謝祭〜大塚範一 真夏の大激走!〜（2008年7月15日）

### 20周年めざましテレビ・夜の大同窓会! ウラ側すべて見せます&超豪華じゃんけん祭り
フジテレビ開局55年および番組開始20年を記念して、2013年10月5日 19:00 - 20:54（JST）に、『開局55周年特別番組 20周年めざましテレビ・夜の大同窓会! ウラ側すべて見せます&超豪華じゃんけん祭り』と題して番組初のゴールデンタイム・プライムタイムに生放送された。番組内容は歴代の女性キャスターによる座談会など。ゲストにももいろクローバーZとゴールデンボンバー。高島が第1子妊娠を報告したほか、大塚が番組終盤に生電話出演した。コーナーは通常の朝の放送でも行われている「めざましじゃんけん」もこのスペシャルでも休止せずに行われた。他にゲストのももいろクローバーZとゴールデンボンバーの生ライブも行われた。

### 放送開始30周年記念 全国ご当地うま撮グランプリ
NISSANのサクラがキャラバンカーとなって全国を回る特別企画。リポーターにはご当地タレントが担当している。

### 今夜発表! 4時間生放送 めざまし×さんま 平成エンタメニュースの主役100人 “ムチャ”なお願いしちゃいましたSP
フジテレビ開局60年および番組開始25年を記念して、2019年3月29日 19:00 - 22:52（JST）に、『フジテレビ開局60周年特別企画 今夜発表! 4時間生放送 めざまし×さんま 平成エンタメニュースの主役100人 “ムチャ”なお願いしちゃいましたSP』と題して2回目のゴールデンタイム・プライムタイムに生放送された。『フジテレビ開局60周年記念WEEK』の一環として放送されて、メインキャスターを明石家さんまが務める。番組内容は全6000回以上の放送を徹底分析して、「めざましビッグデータ」を作成して各芸能人の番組出演回数をランキング化したり、ビッグデータの中から平成エンタメニュースの主役100人を選出して、その100人に“ムチャ”なお願いをする企画やフジテレビに残るさんまが出演した全番組映像を網羅した「さんまビッグデータ」も行われる。スペシャルゲストには広末涼子が出演。他のゲストには、歴代女性アナウンサー・山崎弘也・霜降り明星が出演。お笑い駅伝には、間寛平・坂田利夫・ミキ・ゆりやんレトリィバァ・ジャングルポケット・トレンディエンジェルなどが出演。出演回数は女性でAKB48が1位、男性・お笑いでビートたけしが1位で二冠、ハリウッド枠でマイケル・ジャクソンが1位だった。通常の朝の放送でも行われている「めざましじゃんけん」もこのスペシャルでも休止せずに行われて、歴代女性アナウンサー・広末涼子・パーデンネン（さんま）が行った。また、「めざましじゃんけん」の曲のオファーをX JAPANのYOSHIKIにムチャ振りの依頼だったが承諾。

## 関連番組
- 『めざまし』を冠したレギュラー番組
  - めざましテレビ週末号（土曜朝 1997年4月5日 - 1998年3月28日）
  - めざましどようび（土曜 6:00 - 8:30）
  - めざましどようびメガ（2008年7月12日 - 2012年3月31日、土曜 9:55 - 10:40、一部地域のみ。）
  - めざましテレビ25周年企画 日本つながるプロジェクト（2019年1月10日 - 6月25日、フジテレビのローカル番組。）
  - めざまし8（2021年3月29日 - 2025年3月28日、平日 8:00 - 9:50）
- 情報プレゼンター とくダネ!（平日8:00 - 9:50、テレビ大分も放送。） - 後座番組。『とくダネ!』の出演者はスタジオのモニターで本番組（エンディング部分）を観ていたこともあり、実際稀に冒頭で本番組の内容に触れることもあった。また、本番組との共同番組を放送することもあった。MCの小倉智昭が死去した2024年12月9日の翌日の12月10日に本番組の冒頭で訃報が報じられた他、放送当時の映像も使われた[70]。
- アゲるテレビ（2013年4月1日 - 9月27日、平日午後） - 「ココ調」とコラボレーションした「ゴゴ調」が放送されていた。テレビ大分でも第1部のみネットしていた。
- めざドラ（2021年12月6日 - 17日、枠内） - 本番組内で放送された帯ドラマ。
- 特別番組
  - 夜なのに!?めざましテレビ!!秋のとれたて超人気番組NG&爆笑ニュース（秘）映像てんこ盛りSP（2001年10月9日） - テレビ大分でも放送。
  - さんま・鶴瓶のめざまし調査隊スペシャル（『金曜メガTV』などで放送。エンディングは『ひらけ!ポンキッキ』で歌われた『ピンクのバク』）
  - カスペ!・「めざましテレビの大冒険」（2004年7月13日・2005年5月10日）
  - 笑福亭鶴瓶×めざましはぴじゃぱ モーレツ社長笑いまショーSP 完結編（2007年12月27日） - めざましどようびのコーナーの派生特番。
  - めざましテレビ大感謝祭 めざましフラワーロード Road to お台場 大塚範一 15時間 真夏の大激走! （2008年7月15日） - テレビ大分でも放送。
  - めざましテレビプレゼンツココ調年末スペシャル2008今初めて知るあのニュースのホント!! （2008年12月29日 8:00 - 9:55） - テレビ大分でも放送。5:25から通常のレギュラー放送もあったため、実質この日はレギュラー放送も含め（テレビ大分を除く）5:25 - 9:55まで長時間の生放送だった。
  - めざましテレビ15周年特別企画高島彩とつながりのみち（2008年12月30日 5:25 - 7:00） - 通常時の5:55飛び乗り局でも5時25分から放送。
  - めざまし×とくダネ合体SP〜作文〜あなたが綴ったあの時代 懐かし映像総力大捜索（2009年11月20日に放送の『とくダネ!』との特別番組） - テレビ大分でも放送。
  - めざましpresents人気芸人トリメシ王決定戦〜オイシイ料理つくっちゃいました!! （2010年2月11日 14:00 - 14:55） - テレビ大分でも放送。
  - 中居正広の世界はスゲェ!ココまで調べましたSP（2010年3月2日、2010年11月9日、2011年8月16日、2012年1月24日、2012年6月19日、2013年1月8日） - 第6弾を除いて「カスペ!」枠。「ココ調」の特別版であり通称「ナカ調」。
  - めざましテレビpresents 高島彩卒業SP〜宝島からの贈り物（2010年12月30日 5:25 - 7:00） - 2010年10月1日を以って番組を降板した高島の最後の取材特番。ナレーションは中野が担当。
  - めざましテレビpresents にゃんこ THE MOVIE 大みそかSP（2010年12月31日 5:25 - 7:00） - めざましムービー「にゃんこ THE MOVIE」シリーズの最新作「にゃんこ THE MOVIE 4」の地上波初放送特番。めざましどようびのコーナーの派生映画。
  - めざましスペシャルめざましソングエイド（2011年4月2日 8:30 - 9:55） - 当初同時間帯で『パナソニックプレゼンツ ロープジャンプ 小学生No.1決定戦』を放送予定だったが、東日本大震災の影響で全国大会が中止となったため代替番組として編成。テレビ大分でも放送。
  - めざましテレビ きょうのわんこスペシャル（2020年6月13日 15:00 - 15:55） - 当初同時間帯で『宮里藍 サントリーレディスオープンゴルフトーナメント・3日目』を中継予定だったが、新型コロナウイルス感染症の影響で大会全日程が中止となったため代替番組として編成。テレビ大分でも放送。
- 新春スペシャル
  - めざましテレビ新春特別版 開運SP（2019年1月4日 5:25 - 8:00） - 通常のレギュラー放送であるが、下記の新春特番と合わせた4時間25分の拡大版として放送（ただし、この日は6:00頃のニュースコーナーを除き全編録画放送だった）。テレビ大分でも7:00から飛び乗りで放送。
  - めざましテレビ新春特番 リポーターやってください!〜新春!知りたい情報を豪華俳優陣が全力取材SP〜（2019年1月4日 8:00 - 9:50） - コーナー「リポーターやってください」の特別編による新春特番。テレビ大分でも放送。
- FNSの日スペシャル
後述するように1997年、2002年以降ほぼ毎年、『FNSの日』特番のワンコンテンツとして放送される。番組内で『日曜朝のFNNニュース』（旧：産經テレニュースFNN）の代替枠を設けられている。
  - 1億2500万人の超夢列島内「めざめてるテレビ〜早朝何とか合戦〜」（パロディコーナー）（1995年7月24日）
  - FNSの日スーパースペシャルXI真夏の27時間ぶっ通しカーニバル〜REBORN内「めざましテレビ驚異の達人スペシャル」（1997年7月27日）
  - FNS27時間テレビ みんなのうた内「めざましテレビinみんなのうた」、「めざまし調査隊スペシャル」（2002年7月7日） - 後にレギュラー放送の裏番組『みのもんたの朝ズバッ!』の司会となるみのもんた（同年の『FNS27時間テレビ』総合司会）がゲスト出演。
  - FNS27時間テレビめちゃ2オキてるッ!楽しくなければテレビじゃないじゃ〜ん!!内「めざましテレビスペシャル」（2004年7月25日） - ゲスト：ナインティナイン、中居正広（SMAP）
  - FNSALLSTARSあっつい25時間テレビやっぱ楽しくなければテレビじゃないもん!!内「めざましテレビスペシャル」（2005年7月24日） - ゲスト：爆笑問題
  - FNS26時間テレビ 国民的なおもしろさ!史上最大!!真夏のクイズ祭り 26時間ぶっ通しスペシャル内「めざましテレビ クイズスペシャル」（2006年7月16日） - ゲスト：中居正広（SMAP）
  - FNS27時間テレビめちゃ2デジッてるッ!笑顔になれなきゃテレビじゃないじゃ〜ん!!内「めざましテレビスペシャル」（2011年7月24日） - ゲスト：岡村隆史、中居正広（SMAP）、マツコ・デラックス
  - FNS27時間テレビ 笑っていいとも!真夏の超団結特大号!!徹夜でがんばっちゃってもいいかな?内「めざましテレビスペシャル」（2012年7月22日） - ゲスト：森田一義、中居正広（SMAP）、ベッキー、鈴木福
  - FNS27時間テレビ 女子力全開2013 乙女の笑顔が明日をつくる!!内「めざましテレビスペシャル」（2013年8月4日） - ゲスト：オアシズ、森三中、椿鬼奴、友近、ハリセンボン、柳原可奈子、渡辺直美、マツコ・デラックス、加藤浩次
  - 武器はテレビ。SMAP×FNS 27時間テレビ内「めざまし朝風呂」（2014年7月27日） - ゲスト：SMAP、ダチョウ倶楽部
  - FNS27時間テレビ めちゃ²ピンチってるッ! 1億2500万人の本気になれなきゃテレビじゃないじゃ〜ん!!内「めざましテレビ」（2015年7月26日） - ゲスト：ナインティナイン、中居正広（SMAP）
  - FNS27時間テレビ にほんのれきし内「めざましテレビ」（2017年9月10日） - ゲスト：村上信五（関ジャニ∞）
  - FNS27時間テレビ にほん人は何を食べてきたのか?内「めざましテレビ」（2018年9月9日） - ゲスト：村上信五（関ジャニ∞）
  - FNS27時間テレビ にほんのスポーツは強いっ!内「めざましテレビ」（2019年11月3日） - ゲスト：村上信五（関ジャニ∞）
  - FNS27時間テレビ 鬼笑い祭内「めざましテレビ」（2023年7月23日） - ゲスト：千鳥、かまいたち、ダイアン
  - FNS27時間テレビ 日本一たのしい学園祭!内「めざましテレビ×ぽかぽか」（2024年7月21日） - ゲスト：霜降り明星、チョコレートプラネット、ハナコ、ハライチ、神田愛花

## 関連書籍
- 『思いを伝えるために必要なこと』（ビジネス社、2005年7月発売、ISBN 4828412026）　-　五十嵐英次（元チーフプロデューサー）